# Girolamo da Carpi
Girolamo da Carpi, właśc. Girolamo Sellari (ur. 1501 Ferrara, zm. 1 sierpnia 1556 tamże) – włoski malarz i architekt.

## Życiorys
Girolamo Sellari urodził się w Ferrarze w 1501 roku w rodzinie malarza Tommaso da Carpi. Pracował na dworze rodziny D’Este, praktykując u Benvenuta Tisiego. Mając dwadzieścia lat przeniósł się do Bolonii. Uznawany jest za jedną ważnych postaci bolońskiej szkoły malarstwa wczesnorenesansowego. Jako architekt uczestniczył w przebudowie Castello Estense w Ferrarze w 1533 roku. W Rzymie współprojektował tzw. Appartamento di Tor dei Venti w papieskim Palazzo del Belvedere, obecnie siedziba Gregoriańskiego Muzeum Etruskiego. Zmarł w Ferrarze 1 sierpnia 1556.

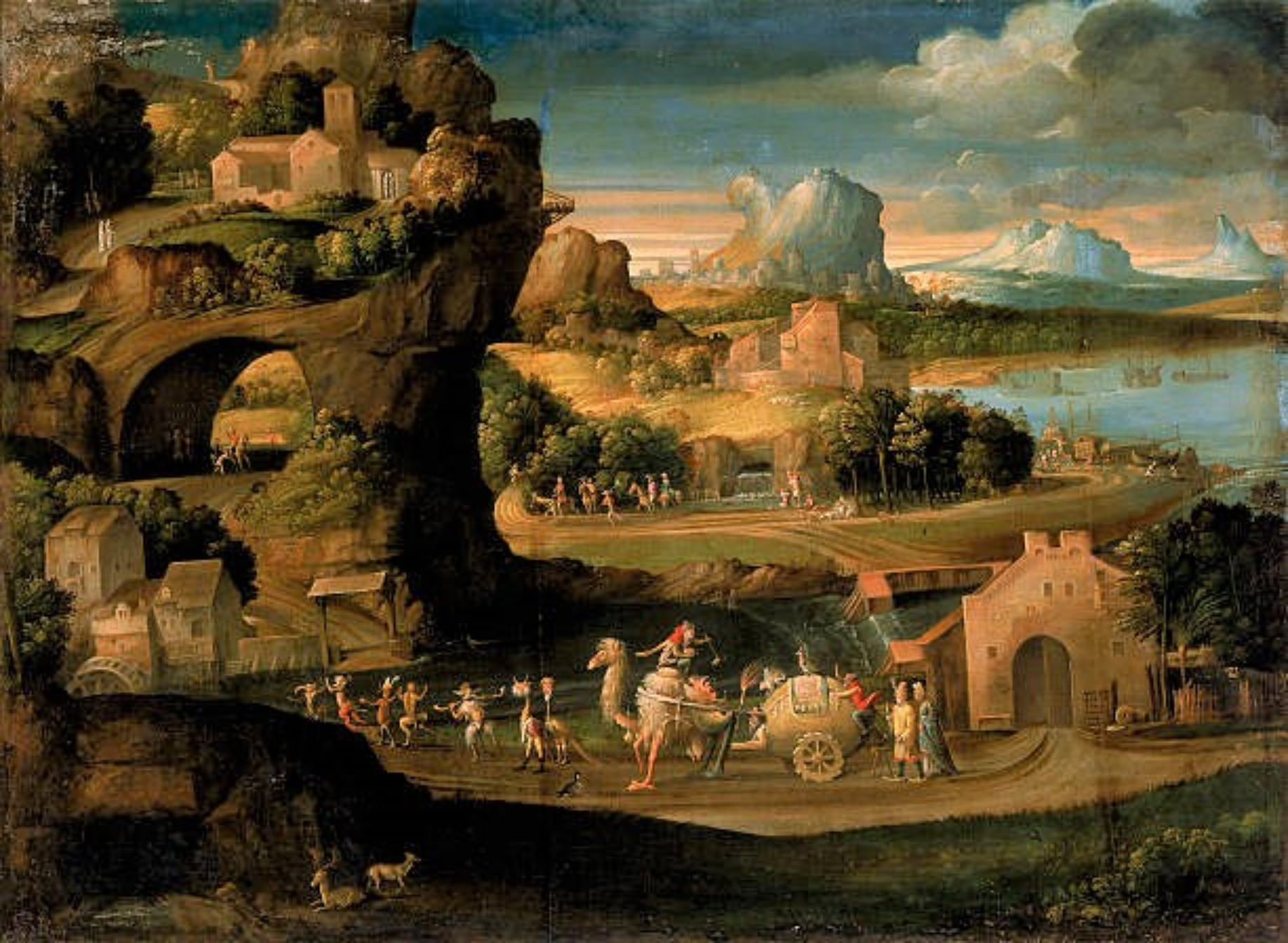
Pejzaż z magicznym pochodem, 1525 (Galeria Borghese)
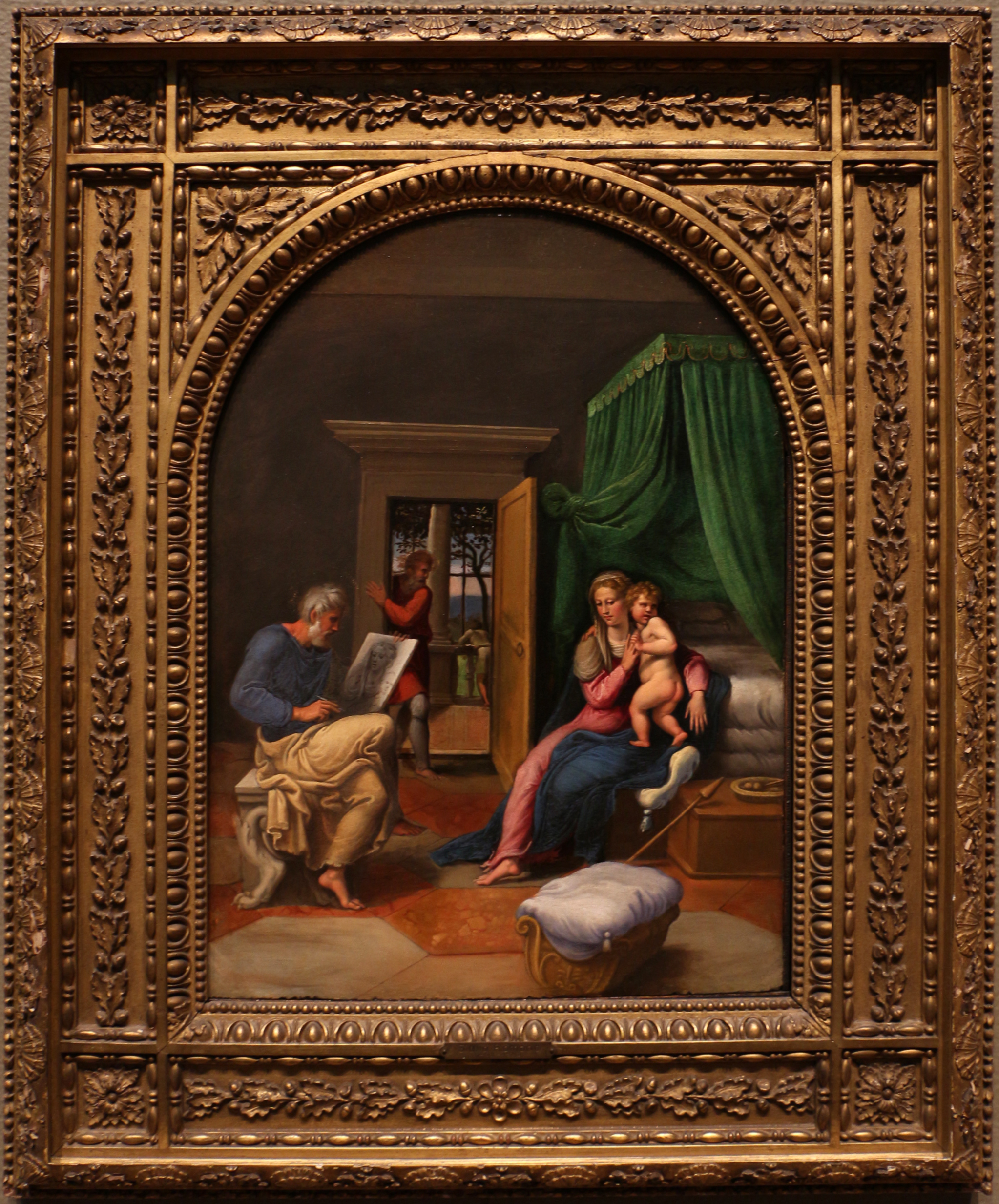
Św. Łukasz malujący Matkę Bożą z Dzieciątkiem, ok. 1535
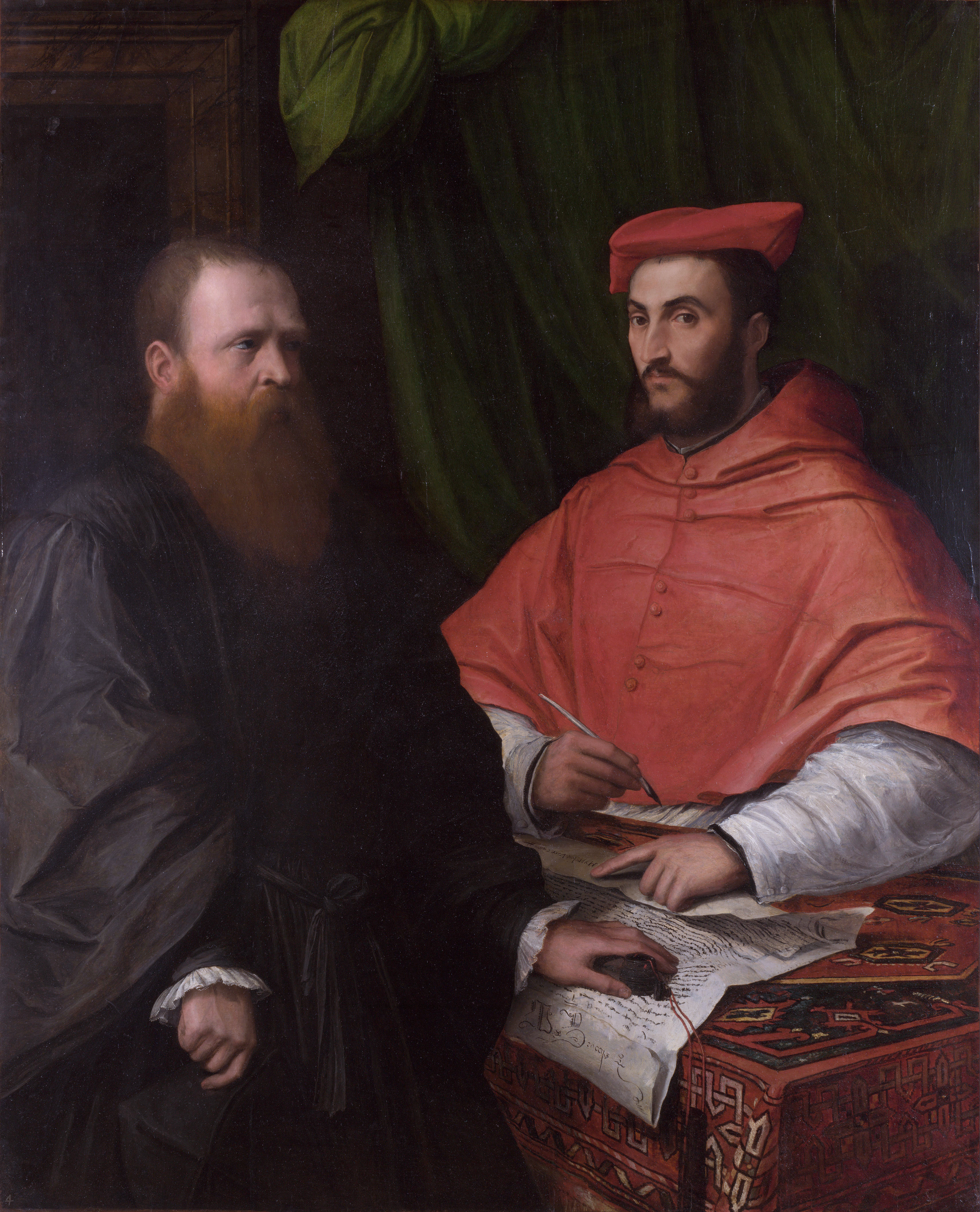
Kardynał Ippolito de’ Medici i prałat Mario Bracci, po 1532
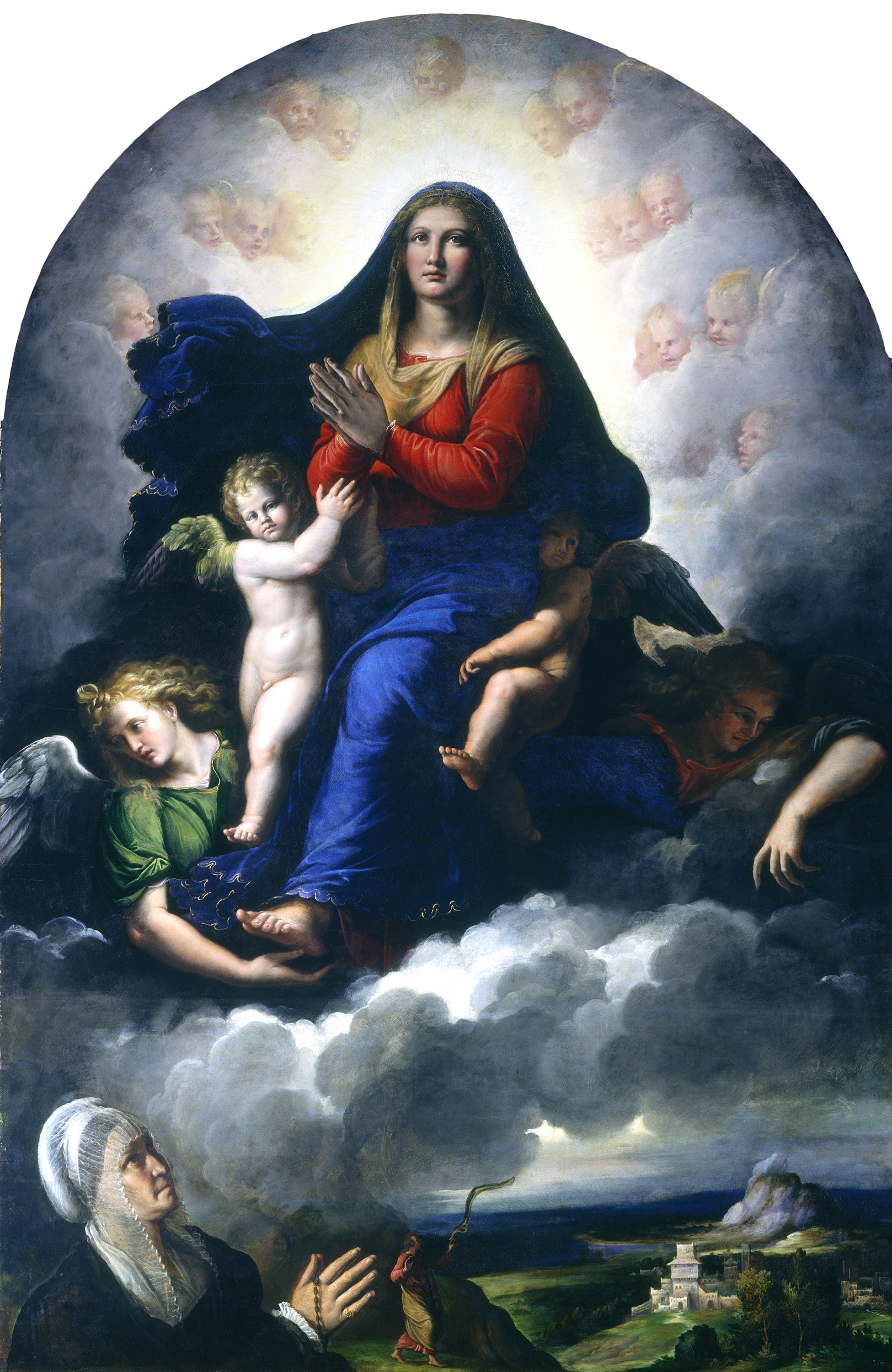
Objawienie Matki Bożej, 1530–1540 (National Gallery of Art)
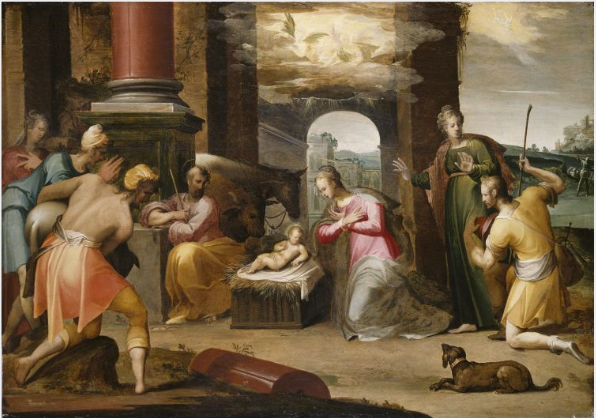
Pokłon pasterzy, przed 1556
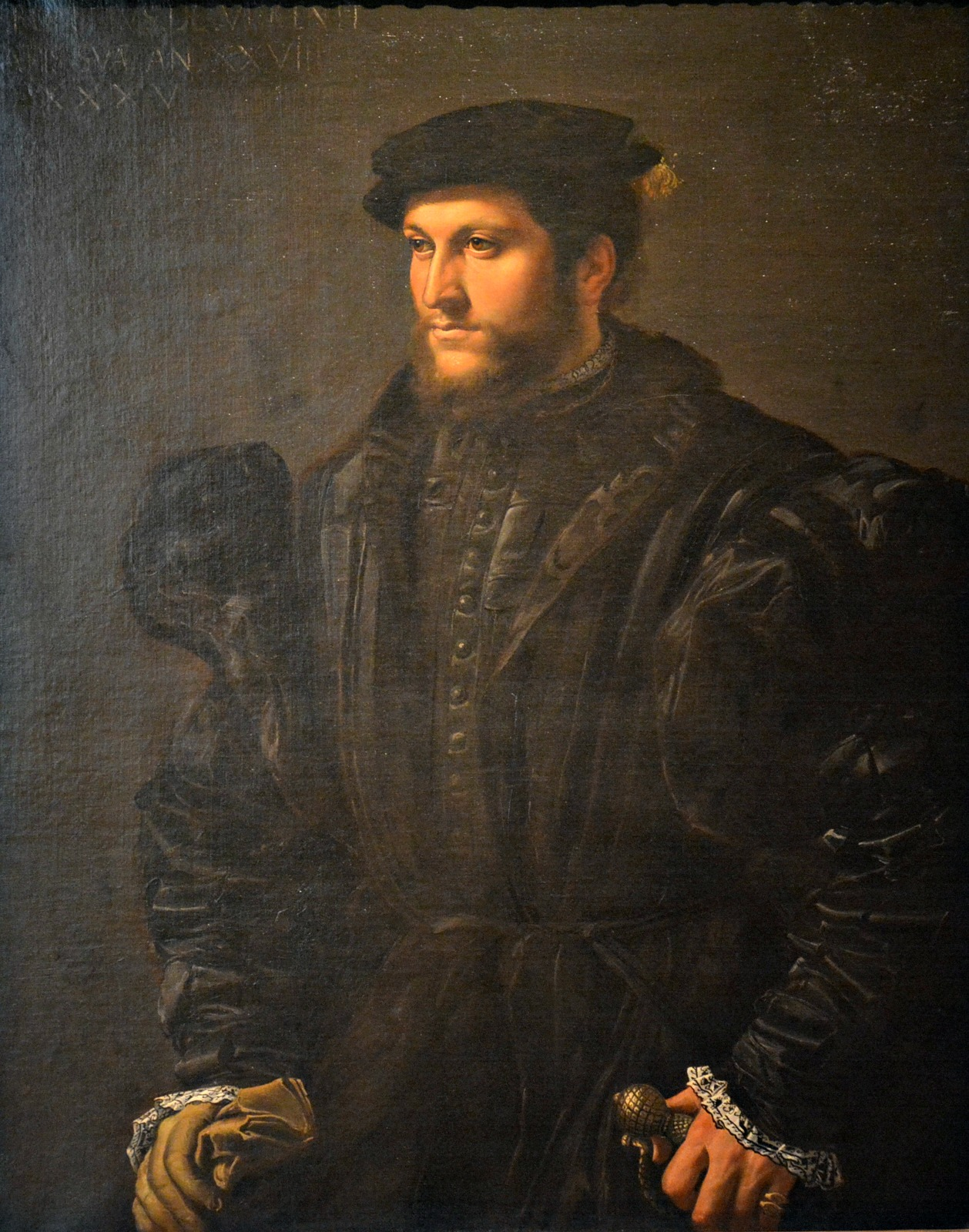
Portret Girolamo de Vincentiego (Museo di Capodimonte)